# 小甘肃蒿
小甘肃蒿（学名：Artemisia gansuensis var. oligantha）为菊科蒿属下的一个变种。